# メタクリルアミド
メタクリルアミド（英語: methacrylamide）は、化学式が CH2=C(CH3)C(O)NH2 の有機化合物である。無色または白色の固体で、ポリマーやコポリマーを製造するためのモノマーであり、その一部はハイドロゲルに使用される。メタクリルアミドはメタクリル酸メチルの前駆体でもある。